# チャールズ・ディエール
チャールズ・ディエール（Charles Francis Dalziel、1904年6月6日 - 1986年12月15日）は、アメリカ合衆国の電気工学者。カリフォルニア州サンタマリア出身。カリフォルニア大学バークレー校の電気工学・コンピュータ科学の教授（1935 - 1967年）。
AIEE、IEEE、その他の組織のメンバーであり、コンサルティング業務にも携わった。　
特に感電の研究では、日本の渋沢元治（1876-1975年）、ドイツのジークフリート・ケッペン（Siegfried Koeppen、1905年 - 1976年）、オーストリアの ゴットフリート・ビーゲルマイヤー (Gottfried Biegelmeier、1924 - 2007年)とともにその業績が知られ、様々なところで引用されている。
また彼は漏電遮断器の発明者として知られており、日本の漏電遮断器の設定電流の値はディエールの実験結果に基づいて定められている。

## 来歴・人物
- カリフォルニア大学に在学中の1927年にゼネラル・エレクトリック（株）に試験係として勤務し、学生エンジニアとしてスキルを磨いた。卒業後の1929年に「サンディエゴガス・電気（株）」に奉職し、発電、送電、配電システム保護機器を含む、システムの保護を担当した。
- 1932年に理学修士（M.S.）学位を取得すると、カリフォルニア大学バークレー校に新規設立された電気工学部に奉職し、1935年にEd.D.（Doctor of Education）学位を取得し、1967年に名誉教授となった。
- 第二次世界大戦中、大学のESMWTプログラム（英語版）の監督になった。これはカリフォルニアにある21の造船所で大学レベルのプログラムを組み立てて、監督を担当するというものであった。
- 1944年には、科学研究開発局の国防研究委員会第13部の主任技術補佐官に任命され、軍隊各部署間の連携を改良し、研究任務を勤めあげた。
- 1961年、AIEE、IEEE、他の組織のメンバー活動やコンサルティング業務等の多くの業務に加えて、彼はジュネーブの国際労働機関で「電気事故と関連事項に関する専門家会議」に派遣された。その委員会業務は、安全性に対する活動、電気柵、労働安全衛生、電気機器の漏れ電流、製品の安全性などに及んでいた。
- 1969年、ASSE（アメリカ安全技術者協会）の名誉会員に選ばれたが、主な論文のうち3通は感電に関するものだった。
- 1970年、彼はIEEE のIGA（Interactive Genetic Algorithm：対話型遺伝的アルゴリズム）功績賞を受賞した。　　以上[3]

## 注・出典
1. ↑  Dalziel は従来ダルジールと表記されているが、スコットランド起源の姓で、ディエールと発音する。（Wikipedia 英語版 Dalziel にあるIPAは/diːˈɛl/だが、埋め込まれた音声サンプルは「ディエール」と発音している）
2. ↑  1963年にIRE（Institute of Radio Engineers）と合併してIEEEとなった。
3. 1 2  Electric shock hazard IEEE spectrum FEBRUARY 1972, p.41-50 （末尾プロフィール）
4. ↑  一般社団法人 日本電気協会 『澁澤元治伝』p.25, 2.(2)
5. ↑  例えば、高橋健彦『日本における感電保護の現状と課題』（2007年） （関東学院大学 大沢記念建築設備工学研究所報 No.36（2013.3））
6. ↑  経済産業省  電気設備の技術基準の解釈の一部改正について 『電気設備の技術基準の解釈の解説』（平成26年7月18日）第29条 第二項 第五号の解説に、ディエールの生体実験結果を引用して「安全な可随電流値は、男性で9mA、女性で6mA程度であると考えられている。」とあり、漏電遮断器の規格で不動作電流が定格感度電流の1/2であることから、安全可隋電流と一致させるために感度電流を15mAとしていると説明されている。